# قایق اژدر افکن تیپ ۲۳
قایق اژدر افکن تیپ ۲۳ (به انگلیسی: Type 23 torpedo boat) یک قایق اژدرافکن آلمان نازی که طول آن ۸۷٫۷ فوت (۲۶٫۷ متر)، پهنایش ۸٫۲۵ فوت (۲٫۵۱ متر)، آبخورش ۳٫۶۵ فوت (۱٫۱۱ متر) و وزنش ۹۲۳ تن بزرگ (۹۳۸ تن) و سرعتش نیز ۳۳٫۶ گره (۶۲٫۲ کیلومتر بر ساعت) بود. در بین سال‌های ۱۹۲۵ تا ۱۹۲۸ ساخته شد.